# Еберхард I фон Тане-Валдбург
Еберхард I фон Тане-Валдбург (на немски: Eberhard I. Tanne-Waldburg; * ок. 1160/1170 във Валдбург, Вюртемберг; † 1234/сл. 1237) е благородник от влиятелния швабски род Валдбург-Тане (при Равенсбург). Той се смята за основател на Валдбургския Дом, който носи това име от 1217 г.
Той е син на Фридрих фон Тане († 1197, убит при Монтефиасконе). Внук е на Бертолд фон Тане († сл. 1192). Потомък е на Ебирхардус де Тане († 1182), министериал на Велфите (1162 – 1182).
Брат е Хайнрих фон Тане († 1248), княжески епископ на Констанц (1233 – 1248). Племенник е на Конрад IV фон Тан († 1236), епископ на Шпайер (1233 – 1236).
Баща е на Еберхард II фон Валдбург († 1274), епископ на Констанц (1248 – 1274).
Еберхард и племенникът му Шенк Конрад фон Винтерщетен († 1242/1243) са от 1220 до 1225 г. съветници на германския крал Хайнрих Хоенщауфен (1220 – 1235). Двамата придружават краля в пътуванията му.

## Фамилия
Еберхард I фон Тане-Валдбург се жени ок. 1194/сл. 1208 г. във Валдбург за Аделхайд фон Валдбург († сл. 1208), дъщеря на трушсес Хайнрих фон Валдбург († 1208) и Аделхайд фон Аугсбург († сл. 1221), дъщеря на бургграфа на Аугсбург Улрих фон Рехберг († сл. 1205) и Аделхайд († сл. 1205). Те имат седем деца:
- Фридрих фон Валдбург († сл. 1230), рицар, трушсес на Рордорф (1228), женен за Анна фон Рогенбах
- Конрад фон Валдбург († сл. 1275), провост в Тане
- Еберхард II фон Валдбург († 20 февруари 1274), епископ на Констанц (1248 – 1274).
- Улрих фон Валдбург († сл. 1240), трушсес на Вартхаузен, свещеник (1260)
- Хайнрих фон Валдбург († сл. 1271), свещеник в Бургвайлер (1266 – 71)
- Вилибирг фон Валдбург († сл. 1214)
- Ото Бертхолд фон Валдбург (* ок. 1195, Валдбург; † сл. 1276), трушсес на Валдбург (1239), женен за Мента фон Хунгерзинген

Еберхард I фон Тане-Валдбург се жени втори път пр. 1227 г. за Аделхайд фон Клинген († сл. 1227/30), сестра на Улрих, фогт фон Клинген. Бракът е бездетен.
Еберхард I фон Тане-Валдбург се жени трети път сл. 1230 г. за Вилибирг. Бракът е бездетен.